# Lijst van voormalige vlaggen van Nederlandse gemeenten
Dit is een lijst van voormalige vlaggen van (bestaande) Nederlandse gemeenten, voor zover deze een vlag gevoerd hebben en die vlag bekend is. Niet in deze lijst opgenomen zijn vlaggen van voormalige gemeenten, deze zijn te vinden in de lijst van vlaggen van voormalige Nederlandse gemeenten.
Door onder een vlag op 'Vlag van' te klikken, gaat u naar het artikel over de betreffende vlag. Door op de naam van de gemeente te klikken, gaat u naar het artikel over de betreffende gemeente.

## Drenthe

Vlag van Coevorden (1968-2000)
Vlag van Meppel (1975-1998)

## Flevoland
Er zijn geen voormalige gemeentevlaggen van Flevoland bekend.

## Friesland

Vlag van Leeuwarden (1947-2019)
Vlag van Noardeast-Fryslân (2021)
Vlag van Tietjerksteradeel (1956-1984)

## Gelderland

Vlag van Beuningen (1954-1986)
Vlag van Beuningen (1986-2013)
Vlag van Buren (1978-1999)
Vlag van Druten (1965-1984)
Vlag van Elburg (1970-1982)
Vlag van Ermelo (1971-1973)
Vlag van Heumen (1963-1981)
Vlag van Maasdriel (1956-2001)
Vlag van Nijkerk (1964-2001)
Vlag van Nijmegen (1953-1994)
Vlag van Zaltbommel (1964-2002)

## Groningen
Er zijn geen voormalige vlaggen van bestaande gemeenten in Groningen bekend.

## Limburg

Vlag van Bergen (1969-2025)
Vlag van Maastricht (1938-1994)
Vlag van Meerssen (1961-1982)
Vlag van Mook en Middelaar (1962-1991)
Vlag van Roermond (1957-2010)
Vlag van Simpelveld (1967-1984)
Vlag van Valkenburg aan de Geul (1982-2016)
Vlag van Venlo (1945-2010)
Vlag van Voerendaal (1976-1995)
Vlag van Weert (1962-1980)

## Noord-Brabant

Vlag van Best (1958-1962)
Vlag van Dongen (1966-1990)
Vlag van Etten-Leur (ca.1935 - 1968)
Vlag van Geertruidenberg (1952-1998)
Vlag van Helmond (1959-2004)
Vlag van 's-Hertogenbosch (1935-1957)
Vlag van 's-Hertogenbosch (1957-1989)
Vlag van 's-Hertogenbosch (1989-1999)
Vlag van Heusden (1968-2000)
Vlag van Hilvarenbeek (1989-1997)
Vlag van Oirschot (1962-1997)
Vlag van Oisterwijk (1963-1997)
Vlag van Oss (1956-1994)
Vlag van Oss (1994-2003)
Vlag van Rucphen (1949-1990)
Vlag van Sint-Michielsgestel (1963-1997)
Vlag van Steenbergen (1958-1997)
Vlag van Veldhoven (1962-1970)
Vlag van Veldhoven (1970-1988)
Vlag van Waalwijk (1953-1997)
Vlag van Zundert (1962-1999)

## Noord-Holland

Vlag van Bergen (onbekend-2001)
Vlag van Bloemendaal (1981-2019)
Vlag van Castricum (1968-2004)
Vlag van Edam-Volendam (1981-1986)
Vlag van Edam-Volendam (1986-2016)
Vlag van Haarlemmermeer (1965-2019)
Vlag van Opmeer (1960-1981)

## Overijssel

Vlag van Hardenberg (1957-2002)
Vlag van Raalte (1962-2002)

## Utrecht

Vlag van De Bilt (1963-2001)
Vlag van Lopik (1954-1995)
Vlag van Nieuwegein (1976-2002)
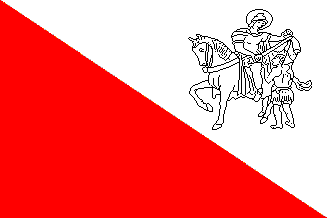
Vlag van Utrecht (1948-1990)
Vlag van Woerden (1989-2017)
Vlag van Zeist (1938-1971)

## Zeeland

Vlag van Kapelle (1950-1970)
Vlag van Terneuzen (1964-1972)
Vlag van Terneuzen (1972-2003)

## Zuid-Holland

Vlag van Alphen aan den Rijn (1957-2014)
Vlag van Barendrecht (1961-1966)
Vlag van Barendrecht (1966-1999)
Vlag van Den Haag (1920-1949)
Vlag van Hillegom (1938-1951)
Vlag van Katwijk (1956-1970)
Vlag van Katwijk (1970-2009)
Vlag van Krimpen aan den IJssel (1958-2001)
Vlag van Nieuwkoop (1973-2007)
Vlag van Noordwijk (1962-2019)
Vlag van Zoetermeer (1965-1991)